# Goélette à quatre mâts

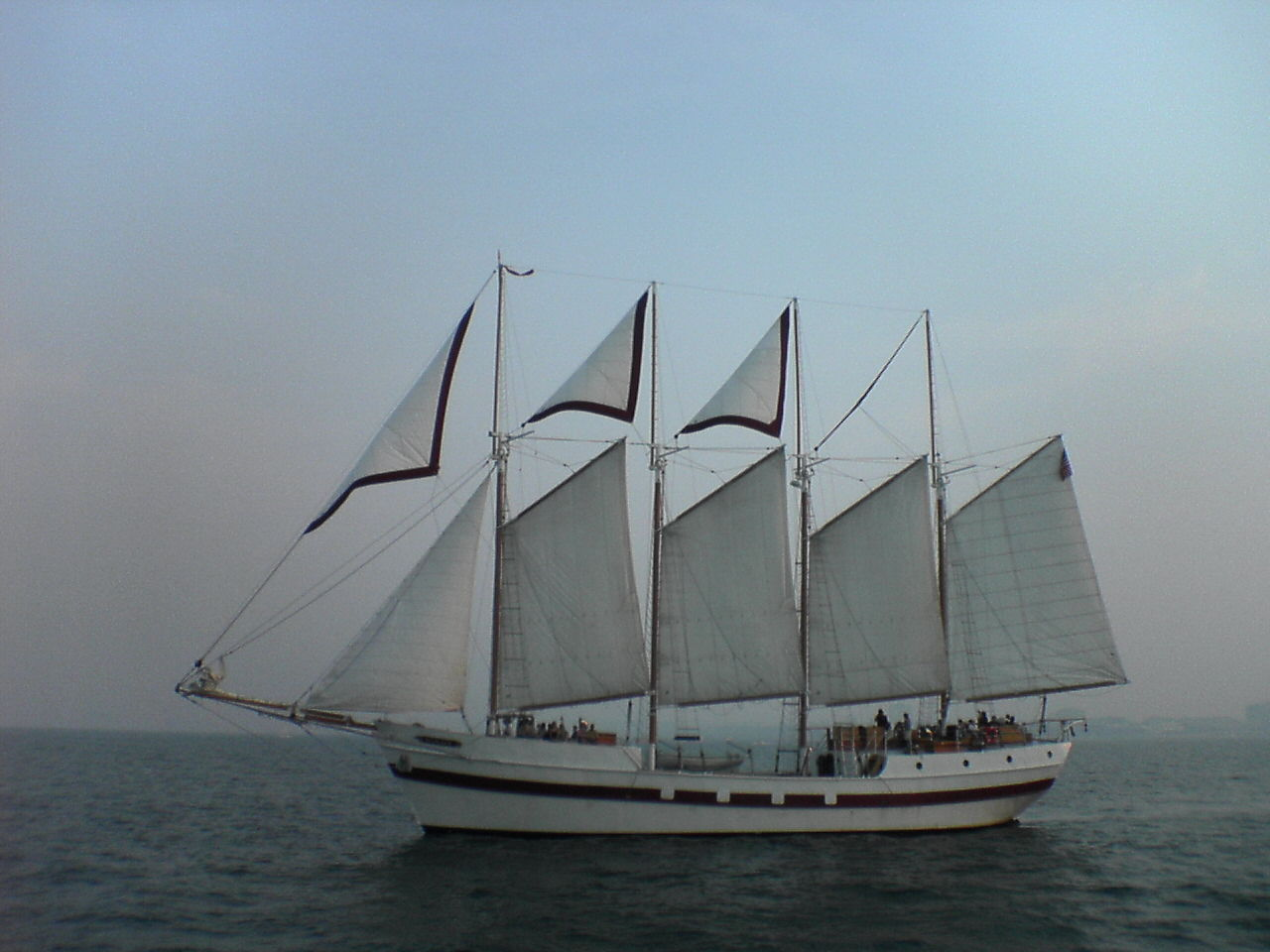
Le quatre-mâts goélette américain Windy. Remarquez toutes les voiles basses auriques dans l'axe du navire, surmontées d'imposantes flèches

Une goélette à quatre mâts  (en anglais : Four-masted schooner) est un voilier quatre-mâts, caractéristique de la deuxième moitié du XIXe siècle jusqu'au début du XXe siècle. Il possède tous ses mâts gréés en voiles auriques pour les grandes voiles basses (à ne pas confondre avec le quatre-mâts goélette dont le phare avant est gréé en voiles carrées).

## Historique
Comme la plupart des quatre-mâts, leur expansion et leur utilisation s'étend durant la deuxième moitié du XIXe siècle jusqu'au début du XXe siècle, durant la période des clippers. Il servaient principalement de navire de pêche et de transport de marchandises.
Aujourd'hui les bateaux restants constituent des navires-musées ou des navires-écoles et figurent parmi les plus grands voiliers du monde.

## Détail du gréement

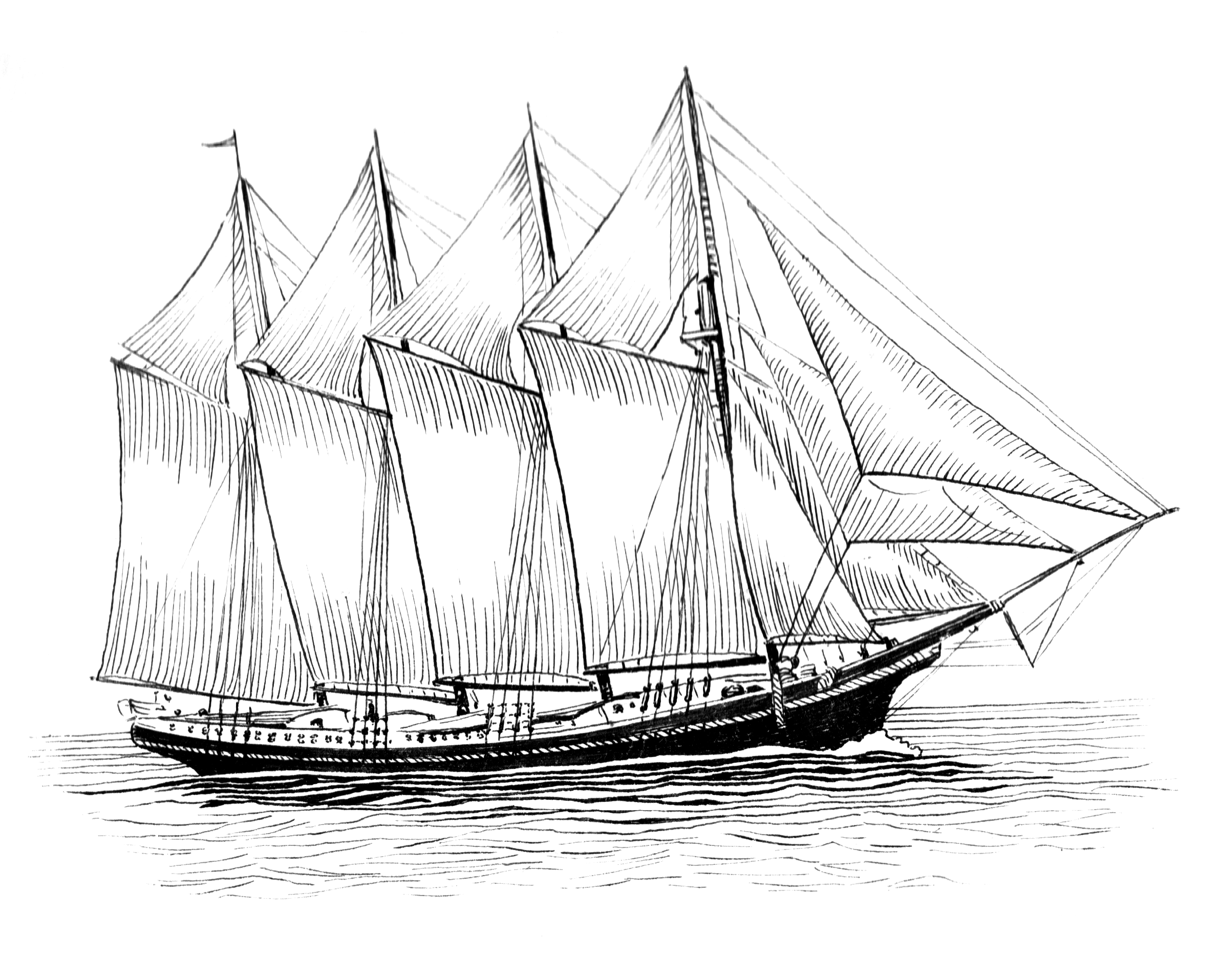
Goélette à quatre mâts

Les mâts portent très fréquemment des voiles multiples :
- Mât de misaine avant à voile aurique (voile dans l'axe du navire) avec ou sans flèche
- Grand mât avant à voile aurique (voile dans l'axe du navire) avec ou sans flèche.
- Grand mât arrière à voile aurique (voile dans l'axe du navire) avec ou sans flèche.
- Mât d'artimon à voile aurique (brigantine) avec ou sans flèche.

À ceci s'ajoutent des voiles triangulaires d'appoint :
- Voiles d'étai : voiles triangulaires entre les mâts, pouvant être de très grande taille.
- Focs : 1 à 3 voiles triangulaires à l'avant du navire.

Lorsque le navire ne dispose pas de hunier on parle de "goélette franche à quatre mâts".

## Variante du gréement
Il existe des variantes de gréement pour les quatre-mâts, voisins des goélettes à quatre mâts, en fonction de la présence ou non de phares carrés (on appelle "phare" l'équipement d'un mât en voile) :
- Quatre-mâts carré : Tous les mâts sont gréés en voile carrée[3].
- Quatre-mâts barque : Tous les mâts sont gréés en voile carrée à l'exception du mât d'artimon (arrière), grée en voile aurique[3].
- Quatre-mâts goélette : Tous les mâts sont gréés en voile aurique à l'exception du phare avant entièrement carré[3].
- Goélette franche à quatre mâts : tous les mâts sont gréés en voiles auriques sans huniers[3].

| Type de Gréement   | Quatre-mâts carré              | Quatre-mâts barque                       | Quatre-mâts goélette                                                                    | Goélette à huniers à quatre mâts | Goélette à quatre mâts |
| ------------------ | ------------------------------ | ---------------------------------------- | --------------------------------------------------------------------------------------- | -------------------------------- | ---------------------- |
| Termes anglais     | 'Four-masted fully rigged ship | 'Four-masted barque / 'Four-masted' bark | 'Four-masted barquentine / 'Four-masted' schooner barque / 'Four-masted' jackass barque | Four-masted topsail schooner     | Four-masted schooner   |
| Schéma du gréement |                                |                                          |                                                                                         | Goélette à quatre mâts           | Goélette à quatre mâts |
| Exemples de navire |                                |                                          |                                                                                         |                                  |                        |

## Exemples de navires

### Navires modernes ou navires anciens encore visibles
- Le Santa Maria Manuela (1937)
- Le Windy (1996)
- Le Margaret Todd
- Le Wind Spirit (1988).

|  |  |
|  |  |

### Navires disparus
- Le King Phillip
- Le William Nottingham

|  |  |

### Navires (vieux gréements)
: document utilisé comme source pour la rédaction de cet article.
- (en) Otmar Schäuffelen (trad. de l'allemand par Casay Servais), Chapman, Great sailing ships of the world, New York, Hearst Books, 2002, 420 p. (ISBN 1-58816-384-9, lire en ligne)
- JAFFRY Gwendal, MILLOT Gilles, Guide des grands voiliers : Des voiliers de travail aux navires écoles, Le Chasse Marée, 1999, 128 p. (ISBN 2-903708-86-X).
- Collectif, Guide des gréements : Petite encyclopédie des voiliers anciens, Douarnenez, Le Chasse Marée, 2000, 127 p. (ISBN 2903708649).
- HERON Jean Benoit, Ces Bateaux qui ont découvert le monde, Douarnenez/Grenoble, Le Chasse Marée - Glénat, 2013, 127 p. (ISBN 978-2-7234-9734-3)
- ROLLAND François Marie, STICHELBAUT Benoît, Grands voiliers, Brest, Éditions Le Télégramme, 2008, 140 p. (ISBN 978-2-84833-198-0)
- LE BRUN Dominique, Le Guide des grands voiliers, Grenoble, Le Chasse Marée - Glénat, 2010, 127 p. (ISBN 978-2-35357-059-1)

### Ouvrages généraux
- Parïs Bonnefoux et De Bonnefoux, Dictionnaire de marine à voiles, Éditions du Layeur, 1999 (réédition d'un ouvrage du xixe siècle), 720 p.
- Collectif, Guides des voiliers : Reconnaître les gréements anciens, Douarnenez, Le Chasse Marée, 1988, 72 p. (ISBN 2-903708-13-4)
- Collectif, Guide des gréements : Petite encyclopédie des voiliers anciens, Douarnenez, Le Chasse Marée, 2000, 127 p. (ISBN 2-903708-64-9)